# New Brighton Lighthouse

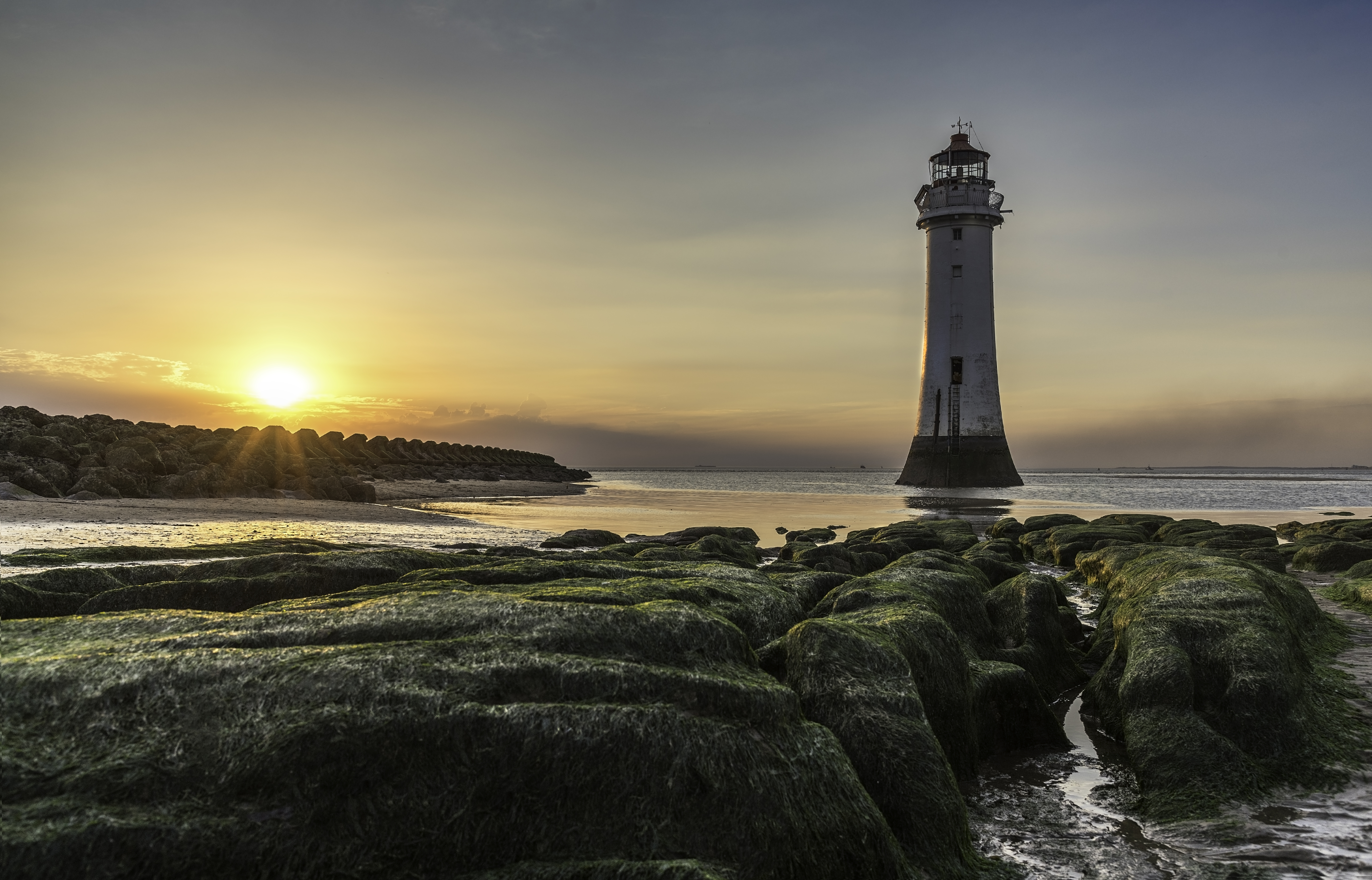
Perch Rock Lighthouse

Das New Brighton Lighthouse oder Perch Rock Lighthouse ist ein stillgelegter Leuchtturm an der Mündung des River Mersey bei New Brighton.

## Geschichte
Der Leuchtturm steht auf dem Perch Rock, dessen Name sich von perch, einem hölzernen, dreibeinigen Stativ, herleitet, auf dem 1683 eine Laterne installiert wurde. Der Bau des heutigen Turms begann 1827 durch Tomkinson & Company. Es handelt sich um einen 28 m hohen weißen, aus Granit gebauten Turm mit ehemals einer roten Lampe und einer Nebelglocke, die von 1830 bis 1973 ununterbrochen in Betrieb waren. Die Form basiert auf der des Stamms einer Eiche. Durch moderne Navigationsgeräte verlor er an Bedeutung. Der Leuchtturm ist in Privatbesitz.